# Stawiszyn
Stawiszyn est une ville de Pologne, située dans la voïvodie de Grande-Pologne. Elle est le chef-lieu de la gmina de Stawiszyn, dans le powiat de Kalisz.